# Conselhos de Governo do Estado Português da Índia

Brasão do Estado Português da Índia.

Durante o período de ocupação portuguesa no Estado Português da Índia, houve em vários momentos da sua história a necessidade de criação de Conselhos de Governo, entre a saída de um governante e a chegada de outro. Normalmente, esse conselho era formado pelas outras autoridades localizadas na colônia, como militares, juízes e prelados. No total, houve a formação de 34 Conselhos de Governo e de três Juntas Governativas.

## 1.º Conselho de Governo Interino
Em 1629, Nuno Álvares Botelho, D. Lourenço da Cunha e Gonçalo Pinto da Fonseca formaram o conselho, após a morte de Dom Frei Luís de Brito e Meneses, Bispo de Cochim e Vice-rei. Permaneceram até a chegada de Miguel de Noronha, 4.º Conde de Linhares.

## 2.º Conselho de Governo Interino
Entre 1651 e 1652, D. Frei Francisco dos Mártires, Francisco de Melo e Castro e António de Sousa Coutinho formaram o conselho, após a morte de João da Silva Telo e Meneses, vice-rei nomeado. Permaneceram até a chegada de Vasco de Mascarenhas, 1.º Conde de Óbidos.

## 3.º Conselho de Governo Interino
Entre 1656 e 1661, Manuel Mascarenhas Homem, Francisco de Melo e Castro e António de Sousa Coutinho formaram o conselho, após a mudança na via de sucessão no Estado.

## 4.º Conselho de Governo Interino
Em 1661, na sequência do conselho anterior, Luís de Mendonça Furtado e Albuquerque, D. Manuel Mascarenhas e D. Pedro de Lencastre formaram novo conselho, entretanto, como Manuel Mascarenhas parece não ter aceite a indicação, fez-se necessário formar novo conselho.

## 5.º Conselho de Governo Interino
Luís de Mendonça Furtado e Albuquerque, António de Melo e Castro e D. Pedro de Lencastre formaram o novo conselho, governando entre 1661 e 1662.

## 6.º Conselho de Governo Interino
Entre 14 e 16 de dezembro de 1662, apenas Luís de Mendonça Furtado e Albuquerque e António de Melo e Castro formaram o conselho de governo.

## 7.º Conselho de Governo Interino
António de Melo e Castro, Manuel Corte-Real de Sampaio e Luís de Miranda Henriques formaram este conselho e governaram entre 1668 e 1671, logo após a morte de Dom João Nunes da Cunha, conde de São Vicente.

## 8.º Conselho de Governo Interino
Em 1678, D. Frei António Brandão, Arcebispo de Goa e Primaz das Índias e António Pais de Sande formaram o conselho de governo após a morte de Pedro de Almeida, 1.º Conde de Assumar.

## 9.º Conselho de Governo Interino
Fernando Martins Mascarenhas Lencastre e Luís Gonçalves Cota formaram, em 1691, um novo conselho de governo, após a morte de Dom Miguel de Almeida.

## 10.º Conselho de Governo Interino
Entre 1691 e 1692, Fernando Martins Mascarenhas Lencastre e D. Frei Agostinho da Anunciação, Arcebispo de Goa e Primaz das Índias formaram um novo conselho de governo. 

## 11.º Conselho de Governo Interino
D. Frei Agostinho da Anunciação, Arcebispo de Goa e Primaz das Índias e D. Vasco Lima Coutinho formaram um novo conselho, entre 1701 e 1702, após a partida de António Luís Coutinho da Câmara rumo à Bahia.

## 12.º Conselho de Governo Interino
D. Cristóvão de Melo, D. Inácio de Santa Teresa, Arcebispo de Goa e Primaz das Índias e Cristóvão Luís de Andrade formaram, entre 1723 e 1725, o conselho de governo, após a morte de Francisco José de Sampaio e Castro, quando assumiu por alguns dia interinamente apenas D. Cristóvão.

## 13.º Conselho de Governo Interino
D. Inácio de Santa Teresa, Arcebispo de Goa e Primaz das Índias, D. Cristóvão de Melo e Tomé Gomes Moreira formaram, em 1732, conselho de governo, após a partida de João de Saldanha da Gama até a chegada de Dom Pedro Mascarenhas, conde de Sandomil.

## 14.º Conselho de Governo Interino
Entre 1742 e 1744, após a morte de Luís Carlos Inácio Xavier de Meneses, marquês do Louriçal, formaram o conselho de governo D. Francisco de Vasconcelos, D. Lourenço de Noronha e D. Luís Caetano de Almeida, até a chegada de Dom Pedro Miguel de Almeida Portugal e Vasconcelos.

## 15.º Conselho de Governo Interino
D. António Taveira da Neiva Brum da Silveira, Arcebispo de Goa e Primaz das Índias, João de Mesquita Matos Teixeira e Filipe de Valadares Sotomaior formaram, entre 1756 e 1757, o conselho de governo, após a morte em combate de Dom Luís Mascarenhas, 2.º conde de Alva.

## 16.º Conselho de Governo Interino
Entre 1765 e 1768, formaram este conselho de governo D. António Taveira da Neiva Brum da Silveira, Arcebispo de Goa e Primaz das Índias, João Baptista Vaz Pereira e D. João José de Melo, após o pedido de demissão de Manuel de Saldanha e Albuquerque. 

## 1.ª Junta Provisional do Governo do Estado da Índia
Em 1821, logo após a deposição de Diogo de Sousa, conde de Rio Pardo, os soldados procederam à eleição de uma Junta Provisional do Governo da Índia, à semelhança do que sucedera em  Portugal e no Brasil. Foram proclamados Manuel José Gomes Loureiro, Manuel Godinho Mira, Joaquim Manuel Correia da Silva e Gama, Gonçalo de Magalhães Teixeira Pinto e Manuel Duarte Leitão.

## 2.ª Junta Provisional do Governo do Estado da Índia
Esta Junta governou entre 1821 e 1822, tendo como presidente D. Manuel da Câmara, junto com D. Frei de São Tomás de Aquino, António José de Melo Sotomaior Teles, João Carlos Leal e António José de Lima Leitão.

## 3.ª Junta Provisional do Governo do Estado da Índia
Com a eleição de António José de Lima Leitão como deputado, e sua consequente ida a Lisboa, formaram nova Junta D. Manuel da Câmara,  D. Frei de São Tomás de Aquino, António José de Melo Sotomaior Teles, João Carlos Leal e Joaquim Mourão Garcez Palha, que governaram entre 1822 e 1823.

## 17.º Conselho de Governo do Estado da Índia
D. Frei Manuel de São Galdino, Cândido José Mourão Garcez Palha e  António Ribeiro de Carvalho formaram novamente um conselho de governo, entre 1825 e 1826, após a morte de D. Manuel da Câmara. 

## 18.º Conselho de Governo do Estado da Índia
Entre 1835 e 1837, assumem este conselho, após a deposição de Joaquim Manuel Correia da Silva e Gama, João Casimiro Pereira da Rocha de Vasconcelos, Manuel José Ribeiro, Frei Constantino de Santa Rita, João Cabral de Estefique, António Maria de Melo, Joaquim António de Morais Carneiro, António Mariano de Azevedo e José António de Lemos, ficando desde 1836 confinada apenas a Goa a administração.

## 19.º Conselho de Governo do Estado da Índia
José António Vieira da Fonseca, José Câncio Freire de Lima, António João de Ataíde, Domingos José Mariano Luís, José da Costa Campos e Caetano de Sousa e Vasconcelos formam o conselho de governo, em 1840, após a morte de D. Manuel José Mendes.

## 20.º Conselho de Governo do Estado da Índia
António Ramalho de Sá, António José de Melo Sotomaior Teles, António João de Ataíde, José da Costa Campos e Caetano de Sousa e Vasconcelos formaram o conselho de governo, em 1842, após a fuga de José Joaquim Lopes Lima.

## 21.º Conselho de Governo do Estado da Índia
Em 1855, D. Frei Joaquim de Santa Rita Botelho, Arcebispo de Goa e Primaz das Índias, Luís da Costa Campos, Francisco Xavier Peres, Bernardo Heitor da Silva e Lorena e Vítor Anastácio Mourão Garcez Palha formaram o conselho de governo, após a renúncia de José Joaquim Januário Lapa, que estava com a saúde debilitada.

## 22.º Conselho de Governo do Estado da Índia
D. Aires de Ornelas e Vasconcelos, Arcebispo de Goa e Primaz das Índias, João Caetano da Silva Campos, Francisco Xavier Soares da Veiga e Eduardo Augusto de Sá Nogueira Pinto Balsemão formaram em 1877 novo conselho de governo, após a morte de João Tavares de Almeida.

## 23.º Conselho de Governo do Estado da Índia
D. Aires de Ornelas e Vasconcelos, Arcebispo de Goa e Primaz das Índias, João Caetano da Silva Campos, Francisco Xavier Soares da Veiga e António Sérgio de Sousa Júnior formaram em 1878 novo conselho de governo, após a morte do governador António Sérgio de Sousa.

## 24.º Conselho de Governo do Estado da Índia
Em 1886, D. António Sebastião Valente, Arcebispo de Goa e Primaz das Índias, José de Sá Coutinho, José Inácio de Brito e José Maria Teixeira Guimarães formaram o conselho de governo, na transição entre a saída de Carlos Eugénio Correia da Silva e a chegada de Francisco Joaquim Ferreira do Amaral.

## 25.º Conselho de Governo do Estado da Índia
Como Francisco Joaquim Ferreira do Amaral não chegou a tomar posse como governador da Índia, D. António Sebastião Valente, Arcebispo de Goa e Patriarca das Índias Orientais, José de Sá Coutinho, José Inácio de Brito e José Maria Teixeira Guimarães formam, em 1886, novo conselho de governo, até a chegada de Augusto César Cardoso de Carvalho.

## 26.º Conselho de Governo do Estado da Índia
D. António Sebastião Valente, Arcebispo de Goa e Patriarca das Índias Orientais, José Joaquim Borges de Azevedo Enes, José Inácio de Brito e Joaquim Augusto Mouzinho de Albuquerque formam, em 1889, o conselho de governo, após a mudança de Joaquim Augusto Mouzinho de Albuquerque para o governo de Moçambique até a chegada de Vasco Guedes de Carvalho e Meneses para o exercício do governo.

## 27.º Conselho de Governo do Estado da Índia
Em 1892, D. António Sebastião Valente, Arcebispo de Goa e Patriarca das Índias Orientais, Luís Fisher Berquó Falcão, Raimundo Maria Correia Mendes e João Manuel Correia Taborda formaram o conselho de governo.

## 28.º Conselho de Governo do Estado da Índia
Luís Poças Falcão, Raimundo Maria Correia Mendes e João Manuel Correia Taborda formaram em 1893 o conselho de governo, após a ida de Francisco Teixeira da Silva para o Moçambique.

## 29.º Conselho de Governo do Estado da Índia
D. António Sebastião Valente, Arcebispo de Goa e Patriarca das Índias Orientais, Francisco António Ochoa, Luís Carneiro de Sousa e Faro e João Manuel Correia Taborda formaram em 1894 o conselho de governo, até a chegada de D. Elesbão José de Bettencourt Lapa.

## 30.º Conselho de Governo do Estado da Índia
D. António Sebastião Valente, Arcebispo de Goa e Patriarca das Índias Orientais, Francisco António Ochoa, João de Melo Sampaio e João Manuel Correia Taborda formaram o conselho de governo em 1897.

## 31.º Conselho de Governo do Estado da Índia
Em 1897, com a transferência de Francisco Ochoa, D. António Sebastião Valente, Arcebispo de Goa e Patriarca das Índias Orientais, Abel Augusto Correia do Pinto, João de Melo Sampaio e João Manuel Correia Taborda formaram o conselho de governo.

## 32.º Conselho de Governo do Estado da Índia
D. António Sebastião Valente, Arcebispo de Goa e Patriarca das Índias Orientais, Alfredo Mendonça David, José Emílio Santana da Cunha Castel-Branco e Francisco Maria Peixoto Vieira formaram em 1905 o conselho de governo, após a renúncia de Eduardo Augusto Rodrigues Galhardo.

## 33.º Conselho de Governo do Estado da Índia
Após a saída de Arnaldo de Novais Guedes Rebelo, em 1907, formaram o conselho de governo Bernardo Nunes Garcia, César Augusto Roncon e Francisco Maria Peixoto Vieira.

## 34.º Conselho de Governo do Estado da Índia
Francisco Peixoto de Oliveira e Silva, Francisco Wolfgango da Silva e Francisco Maria Peixoto Vieira formaram o conselho de governo em 1917, até a chegada de José de Freitas Ribeiro.